# 社会教育
社会教育（しゃかいきょういく）とは、社会において、都道府県や市町村などの自治体や公的機関、博物館、図書館、あるいは大学などが公的にだれでも参加できるカタチで提供する学習の機会のこと。無料ないしは僅かな費用で提供される。公民館、社会教育センターなどで開催される文化、教養講座、市民大学講座などをいう。社会教育は、教育という営為が行われる「場」に基づいて、政策上、学校教育や家庭教育と並ぶ領域とされる。

## 概要
社会教育は、社会において行われる教育を広く指すことが多い。社会教育法は、社会教育を「学校教育法に基き、学校の教育課程として行われる教育活動を除き、主として青少年及び成人に対して行われる組織的な教育活動(体育及びレクリエーションの活動を含む)」と定義している。
日本の社会教育は、明治期には「通俗教育」と呼ばれ「国民教化」の手段として位置づけられた。社会階層の中以下の国民（言い換えれば庶民である）に平易な教育の機会を提供する施策に始まり、1921年（大正10年）6月、文部省官制が改正され、「通俗教育」を「社会教育」に改めた。近年は、「社会教育」に換えて「生涯学習」という用語を狭義の同義語として使う場合も多いものの、生涯学習は、法的にも学問的にも学校教育を含む概念であるため、扱いが難しい用語となりつつある。
近年、行政庁では社会教育を担当する部署名を「生涯学習課」と呼称するケースが増えた。文部省(当時)は、1988年（昭和63年）に社会教育局を生涯学習局(現、生涯学習政策局)に改め、平成2年には社会教育審議会を生涯学習審議会に改称した。これに習うように、地方教育委員会でも社会教育部・課を生涯学習部・課に改称・改組するようになった。これは社会教育という用語が関係者以外には一般化していないためであるほか、学習者の主体性を重視したからである。また生涯学習は、社会教育法の施行時には想定されていなかった、首長部局の文化行政、ボランティア、カルチャーセンター、大学の公開講座、大学通信教育（放送大学など）などの様々な「学び」を包括した用語として定着しつつあるからでもある。なお、臨時教育審議会は、その第四次答申において、「生涯学習体系への移行」を前面に打ち出したことで知られる。同答申は、今後、わが国が社会の変化に主体的に対応し、活力ある社会を築いていくために、学歴社会の弊害を是正するとともに、学校中心の考え方を改め、生涯学習体系への移行を主軸とする教育体系の総合的再編を図っていかねばならないと提言している。

## 日本国外の社会教育
学校外における教育全般を指すことは、日本と変わらないものの、日本に比べて職業教育・キャリア教育の充実が特にヨーロッパにおいて目立つといわれている。

## 日本における社会教育の歴史
学校教育制度と深い関連を持って組織化されてきた。

### 明治期
- 1872(明治5)年〜 博物館や書籍館の設置[2]
- 1885 (明治18)年〜「通俗教育」という用語が使われ出した[2]。
- 日露戦争後、通俗教育政策が展開した。その内容は、地方改良運動、青年団の設置奨励、通俗講習会の奨励などである。
- 社会教育は学校教育を補う存在として位置づけられた。
- 民衆教化、思想善導などの通俗教育政策が行われた。

### 大正期
- 1917(大正6)年臨時教育会議の設置、1921(大正10)年「社会教育」が公用語になる、また、1925(大正14)年には文部省に社会教育課が、府県に社会教育主事が設置されるなど、このころ社会教育行政機構が整備された[3]。
- 図書館や博物館の増設、成人教育事業の強化など政府による社会教育施策も行われた。また1925(大正14)年には大日本連合青年団が設立するなど、政府による青年指導の強化も行われた[3]。
- 自由大学運動、労働学校運動など、民間の社会教育運動が発展した。

### 昭和戦時期
- 1929(昭和4)年教化総動員運動、1932(昭和7)年農村漁村自力更生運動、1937(昭和12)年国民精神総動員運動、1940 (昭和15)年大政翼賛会運動などが行われた[4]。1942年には社会教育局が廃止され、強化局が設置された。これは、翌年教学局となった[4]。
- 碓井正久によれば、戦前日本の社会教育は、官庁、とくに内務行政の主導する国民教化事業、農村中心の社会教育、非施設型、団体利用型の事業、青年教育が中心であることがその特徴である。

### 戦後の社会教育改革
- 社会教育の法制度の整備
- 教育の権利と自由の保障
- 社会教育行政の地方分権
- 社会教育施設の整備

### 戦後の社会教育
- 昭和30年代、高度経済成長政策の下、1959年(昭和34)年に社会教育法が改正された[5]。
- 1965 (昭和 40)年〜　生涯教育が提唱され日本に紹介されると、社会教育における生涯教育の観点の必要性が提起されるようになった。

## 日本の法制度
日本の社会教育法（昭和24年法律第207号）第2条では、社会教育とは、学校教育法（昭和22年法律第26号）に基き、学校の教育課程として行われる教育活動を除き、主として青少年及び成人に対して行われる組織的な教育活動（体育及びレクリエーションの活動を含む）をいうとされている。
また、博物館法、図書館法、スポーツ基本法なども社会教育関係の法律とされ、現在は廃止されたち青年学級振興法も関係法規の一つであった。このほか、社会教育に直接関係する法律ではないが、生涯学習の振興のための施策の推進体制等の整備に関する法律、文化財保護法、音楽文化の振興のための学習環境の整備等に関する法律、子どもの読書活動の推進に関する法律、文字・活字文化振興法などがある。
平成18年に全面改正された教育基本法は、旧法の社会教育関係条文を改めたところである。

## 日本の社会教育施設
社会教育施設とは、市民が行う社会教育活動の支援・振興を主な目的として設置され、一般の利用に開放された施設のこと。その特徴は、目的が、学習や教育の支援であること、広く一般に開かれていること（公共性があること）である。社会教育施設の設置と運営は、教育基本法第12条及び、社会教育法第3条を法的基盤としている。
社会教育にかかわる施設には、次のようなものがある。
図書館
図書、記録その他必要な資料を収集し、整理し、保存して、一般公衆の利用に供し、その教養、調査研究、レクリエーション等に資することを目的とする施設。
博物館等
歴史、芸術、民俗、産業、自然科学等に関する資料を収集し、保管（育成を含む。以下同じ。）し、展示して教育的配慮の下に一般公衆の利用に供し、その教養、調査研究、レクリエーション等に資するために必要な事業を行い、あわせてこれらの資料に関する調査研究をすることを目的とする機関。
「博物館」とつく施設以外でも、次のものがあり、日本の法律では博物館に分類されている。
- 博物館
- 美術館
- 文学館
- 科学館
- 動物園
- 水族館
- 植物園

公民館
市町村その他一定区域内の住民のために、実際生活に即する教育、学術及び文化に関する各種の事業を行い、もつて住民の教養の向上、健康の増進、情操の純化を図り、生活文化の振興、社会福祉の増進に寄与することを目的とする施設。
公文書館
歴史資料として重要な国又は地方公共団体が保管する公文書その他の記録（現用のものを除く。）を保存し、閲覧に供するとともに、これに関連する調査研究を行うことを目的とする施設。
青年教育施設
女性教育施設
社会体育施設
文化施設
生涯学習センター
これらの制度的な教育施設の他にも、学習塾や予備校、子ども会、スポーツクラブやボーイスカウト、ガールスカウト、映画館、職場でのセミナー、行政や民間団体の行う市民講座、その他習い事なども広義の社会教育に含めることができる。特に学習塾や予備校については、文部科学省も「もうひとつ別の学校」として位置づけるようになってきている。

## 日本の社会教育の専門的職員
日本の社会教育法では、都道府県および市町村の教育委員会の事務局に社会教育を行う者に専門的技術的な助言と指導を与えるため、社会教育主事を置くこととしている。また、社会教育主事の職務を助けるための社会教育主事補を置くことができる。その他、教育委員会に社会教育に関する助言をする非常勤特別職の社会教育委員も規定されている。

## 日本の社会教育関係団体
社会教育関係団体とは、社会教育法第10条により「法人であると否とを問わず、公の支配に属しない団体で社会教育に関する事業を行うことを主たる目的とするものをいう。」とされている。
文部科学大臣及び教育委員会が、社会教育関係団体の求めに応じて専門的技術的指導又は助言を与えたり、社会教育に関する事業に必要な物資の確保につき援助を行うことができるものとされている。（同法第11条及び同条第2項）
国及び地方公共団体が社会教育関係団体に対し、いかなる方法によっても、不当に統制的支配を及ぼし、又はその事業に干渉を加えることは禁じられているが（同法第12条）、国の外郭団体や特殊法人、独立行政法人の一部、私立学校法に基づき設立された学校法人、及びこの法人により設置された学校（専修学校・各種学校を含む）などが、国と地方公共団体が関与しない形で、PTAなどに前述の行為を行っても違法ではない状態になっている。
- 婦人会
- PTA
- YMCA・YWCA
- 子供会
- スポーツ少年団
- ボーイスカウト
- ガールスカウト
- 青年団
- 老人クラブ

## 日本における学校施設の利用
国立学校と公立学校は、学校教育上支障がないと認める限り、学校の施設を社会教育のために利用に供するように努めなければならないとされる（社会教育法第44条第1項）。ここでいう学校とは、学校教育法第1条に定義される幼稚園、小学校、中学校、高等学校、中等教育学校、特別支援学校、大学（短期大学および大学院を含む）及び高等専門学校であるが、その他の施設（省庁大学校、農業大学校、公共職業能力開発施設など）はこれらに含まれないので対象外である。
なお、専修学校と各種学校については、学校教育法第1条に規定する学校でないため、「学校の施設」にも含まれないが、社会教育法が学校の教育課程として行われる活動を除いたすべての活動を事実上対象としているため、社会教育施設としての機能も果たさなければならないと行政が解釈することもある。

## 日本における社会通信教育
学校教育法上の通信教育を除く通信教育では、学校や一般社団法人、一般財団法人が行うもので、社会教育上奨励すべきものについては、文部科学大臣が通信教育の認定を与えることができる。認定されれば、郵便を第4種郵便物として差し出すことができる。